# Distribuição F de Fisher-Snedecor
Em teoria das probabilidades e estatística, a distribuição F de Fisher-Snedecor, também conhecida como distribuição F, distribuição F de Fisher e distribuição F de Snedecor, em homenagem ao biólogo e estatístico britânico Ronald Fisher e ao matemático norte-americano George Waddel Snedecor, é uma distribuição de probabilidade contínua que surge frequentemente como a distribuição nula da estatística de um teste, mais notadamente na análise de variância, como no teste F.

## Definição
Se uma variável aleatória {\displaystyle X} tiver uma distribuição F com parâmetros {\displaystyle d_{1}} e {\displaystyle d_{2}}, escrevemos {\displaystyle X\sim F(d_{1},d_{2})}. Então, a função densidade de probabilidade de {\displaystyle X} é dada por
{\displaystyle {\begin{aligned}f(x;d_{1},d_{2})&={\frac {\sqrt {\frac {(d_{1}\,x)^{d_{1}}\,\,d_{2}^{d_{2}}}{(d_{1}\,x+d_{2})^{d_{1}+d_{2}}}}}{x\,\mathrm {B} \!\left({\frac {d_{1}}{2}},{\frac {d_{2}}{2}}\right)}}\\&={\frac {1}{\mathrm {B} \!\left({\frac {d_{1}}{2}},{\frac {d_{2}}{2}}\right)}}\left({\frac {d_{1}}{d_{2}}}\right)^{\frac {d_{1}}{2}}x^{{\frac {d_{1}}{2}}-1}\left(1+{\frac {d_{1}}{d_{2}}}\,x\right)^{-{\frac {d_{1}+d_{2}}{2}}}\end{aligned}}}
para {\displaystyle x} real e maior que zero. Aqui, {\displaystyle \mathrm {B} } é uma função beta. Em muitas aplicações, os parâmetros {\displaystyle d_{1}} e {\displaystyle d_{2}} são números inteiros positivos, mas a distribuição é bem definida para valores reais positivos destes parâmetros.
A função distribuição acumulada é
{\displaystyle F(x;d_{1},d_{2})=I_{\frac {d_{1}x}{d_{1}x+d_{2}}}\left({\tfrac {d_{1}}{2}},{\tfrac {d_{2}}{2}}\right),}
em que {\displaystyle I} é a função beta incompleta regularizada.
O valor esperado, a variância e outros detalhes sobre {\displaystyle F(d_{1},d_{2})} são dados na caixa ao lado. Para {\displaystyle d_{2}>8}, a curtose de excesso é
{\displaystyle \gamma _{2}=12{\frac {d_{1}(5d_{2}-22)(d_{1}+d_{2}-2)+(d_{2}-4)(d_{2}-2)^{2}}{d_{1}(d_{2}-6)(d_{2}-8)(d_{1}+d_{2}-2)}}}.
O {\displaystyle k}-ésimo momento de uma distribuição {\displaystyle F(d_{1},d_{2})} existe e é finita somente quando {\displaystyle 2k<d_{2}} e é igual a
{\displaystyle \mu _{X}(k)=\left({\frac {d_{2}}{d_{1}}}\right)^{k}{\frac {\Gamma \left({\tfrac {d_{1}}{2}}+k\right)}{\Gamma \left({\tfrac {d_{1}}{2}}\right)}}{\frac {\Gamma \left({\tfrac {d_{2}}{2}}-k\right)}{\Gamma \left({\tfrac {d_{2}}{2}}\right)}}}
A distribuição F é uma parametrização particular da distribuição beta prima, também chamada de distribuição beta de segundo tipo.
A função característica é
{\displaystyle \varphi _{d_{1},d_{2}}^{F}(s)={\frac {\Gamma ({\frac {d_{1}+d_{2}}{2}})}{\Gamma ({\tfrac {d_{2}}{2}})}}U\!\left({\frac {d_{1}}{2}},1-{\frac {d_{2}}{2}},-{\frac {d_{2}}{d_{1}}}\imath s\right)}
em que {\displaystyle U(a,b,z)} é a função hipergeométrica confluente do segundo tipo.

## Caracterização
O valor observado de uma variável aleatória de distribuição F com parâmetros {\displaystyle d_{1}} e {\displaystyle d_{2}} surge como a razão de dois valores observados de distribuição qui-quadrado apropriadamente escalados:
{\displaystyle X={\frac {U_{1}/d_{1}}{U_{2}/d_{2}}}}
em que
- {\displaystyle U_{1}} e {\displaystyle U_{2}} têm distribuições qui-quadrado com graus de liberdade {\displaystyle d_{1}} e {\displaystyle d_{2}} respectivamente e
- {\displaystyle U_{1}} e {\displaystyle U_{2}} são independentes.

Em instâncias em que a distribuição F é usada, por exemplo, na análise de variância, a independência de {\displaystyle U_{1}} e {\displaystyle U_{2}} pode ser demonstrada pela aplicação do teorema de Cochran.
Equivalentemente, a variável aleatória da distribuição F também pode ser escrita como
{\displaystyle X={\frac {s_{1}^{2}}{\sigma _{1}^{2}}}\;/\;{\frac {s_{2}^{2}}{\sigma _{2}^{2}}}}
em que {\displaystyle s_{1}^{2}} e {\displaystyle s_{2}^{2}} são as somas dos quadrados {\displaystyle S_{1}^{2}} e {\displaystyle S_{2}^{2}} de dois processos normais com variâncias {\displaystyle \sigma _{1}^{2}} e {\displaystyle \sigma _{2}^{2}} divididas pelo número correspondente de {\displaystyle \chi ^{2}} graus de liberdades. {\displaystyle d_{1}} e {\displaystyle d_{2}} são respectivamente {\displaystyle s_{1}^{2}={\frac {S_{1}^{2}}{d_{1}}}} e {\displaystyle s_{2}^{2}={\frac {S_{2}^{2}}{d_{2}}}}. 
Em um contexto frequencista, uma distribuição F escalada dá portanto a probabilidade {\displaystyle p(s_{1}^{2}/s_{2}^{2}|\sigma _{1}^{2},\sigma _{2}^{2})}, ela própria com distribuição F, sem qualquer escala, o que se aplica onde {\displaystyle \sigma _{1}^{2}} é igual {\displaystyle \sigma _{2}^{2}}. Este é o contexto em que a distribuição F aparece de forma mais generalizada em testes F: em que a hipótese nula é de que duas variâncias normais independentes são iguais e as somas observadas de alguns quadrados apropriadamente selecionados são então examinadas a fim de verificar se sua razão é significantemente incompatível com esta hipótese nula.
A quantidade {\displaystyle X} tem a mesma distribuição na estatística bayesiana, se um método de Jeffreys não informativo, de rescalamento invariante for tomado para as probabilidades a priori de  {\displaystyle \sigma _{1}^{2}} e {\displaystyle \sigma _{2}^{2}}. Neste contexto, uma distribuição F escalada dá assim a probabilidade a posteriori {\displaystyle p(\sigma _{1}^{2},\sigma _{2}^{2}|s_{1}^{2}/s_{2}^{2})}, em que as somas agora observadas {\displaystyle s_{1}^{2}} e {\displaystyle s_{2}^{2}} são tomadas como conhecidas.
De forma geral, resumida e simplificada, a distribuição F tem como características básicas:
- É uma família de curvas, cada uma, determinada por dois tipos de graus de liberdade, os correspondentes à variância no numerador, e os que correspondem à variância no denominador.
- É uma distribuição positivamente assimétrica.
- A área total sob cada curva de uma distribuição F é igual a 1.
- Todos os valores de X são maiores ou iguais a 0.
- Para todas as distribuições F, o valor médio de X é aproximadamente igual a 1.[10]

### Equação diferencial
A função densidade de probabilidade da distribuição F é uma solução da seguinte equação diferencial:
{\displaystyle \left\{{\begin{array}{l}2x\left(d_{1}x+d_{2}\right)f'(x)+\left(2d_{1}x+d_{2}d_{1}x-d_{2}d_{1}+2d_{2}\right)f(x)=0,\\[12pt]f(1)={\frac {d_{1}^{\frac {d_{1}}{2}}d_{2}^{\frac {d_{2}}{2}}\left(d_{1}+d_{2}\right){}^{{\frac {1}{2}}\left(-d_{1}-d_{2}\right)}}{B\left({\frac {d_{1}}{2}},{\frac {d_{2}}{2}}\right)}}\end{array}}\right\}}

## Propriedades e distribuições relacionadas
- Se {\displaystyle X\sim \chi _{d_{1}}^{2}} e {\displaystyle Y\sim \chi _{d_{2}}^{2}} forem independentes, então {\displaystyle {\frac {X/d_{1}}{Y/d_{2}}}\sim \mathrm {F} (d_{1},d_{2})};
- Se {\displaystyle X_{k}\sim \Gamma (\alpha _{k},\beta _{k})\,} forem independentes, então {\displaystyle {\frac {\alpha _{2}\beta _{1}X_{1}}{\alpha _{1}\beta _{2}X_{2}}}\sim \mathrm {F} (2\alpha _{1},2\alpha _{2})};
- Se {\displaystyle X\sim \operatorname {Beta} (d_{1}/2,d_{2}/2)}(distribuição beta), então {\displaystyle {\frac {d_{2}X}{d_{1}(1-X)}}\sim \operatorname {F} (d_{1},d_{2})};
- Equivalentemente, se {\displaystyle X\sim F(d_{1},d_{2})}, então {\displaystyle {\frac {d_{1}X/d_{2}}{1+d_{1}X/d_{2}}}\sim \operatorname {Beta} (d_{1}/2,d_{2}/2)};
- Se {\displaystyle X\sim F(d_{1},d_{2})}, então {\displaystyle Y=\lim _{d_{2}\to \infty }d_{1}X} tem a distribuição qui-quadrado {\displaystyle \chi _{d_{1}}^{2}};
- {\displaystyle F(d_{1},d_{2})} é equivalente a distribuição T-quadrado de Hotelling escalada {\displaystyle {\frac {d_{2}}{d_{1}(d_{1}+d_{2}-1)}}\operatorname {T} ^{2}(d_{1},d_{1}+d_{2}-1)};
- Se {\displaystyle X\sim F(d_{1},d_{2})}, então {\displaystyle X^{-1}\sim F(d_{2},d_{1})};
- Se {\displaystyle X\sim t(n)} (distribuição t de Student), então:

{\displaystyle X^{2}\sim \operatorname {F} (1,n)}
{\displaystyle X^{-2}\sim \operatorname {F} (n,1)}
- A distribuição F é um caso especial de distribuição de Pearson de tipo 6;
- Se {\displaystyle X} e {\displaystyle Y} forem independentes com {\displaystyle X,Y\sim \mathrm {Laplace} (\mu ,b)}, então:

{\displaystyle {\tfrac {|X-\mu |}{|Y-\mu |}}\sim \operatorname {F} (2,2)};
- Se {\displaystyle X\sim F(n,m)}, então {\displaystyle {\frac {\log {X}}{2}}\sim \operatorname {FisherZ} (n,m)} (distribuição z de Fisher);
- A distribuição F não central simplifica à distribuição F se {\displaystyle \lambda =0};
- A distribuição F não central dupla simplifica à distribuição F se {\displaystyle \lambda _{1}=\lambda _{2}=0};
- Se {\displaystyle \operatorname {Q} _{X}(p)} for o quantil {\displaystyle p} para {\displaystyle X\sim F(d_{1},d_{2})} e {\displaystyle \operatorname {Q} _{Y}(1-p)} for o quantil {\displaystyle 1-p} para {\displaystyle Y\sim F(d_{2},d_{1})}, então

{\displaystyle \operatorname {Q} _{X}(p)={\frac {1}{\operatorname {Q} _{Y}(1-p)}}}.